# Natalja Alekszandrovna Lavrova
Natalja Alekszandrovna Lavrova (oroszul: Наталья Александровна Лаврова; Penza, 1984. augusztus 4. – Penzai terület, 2010. április 23.) kétszeres olimpiai bajnok orosz ritmikus gimnasztikázó.
Ötévesen kezdett el sportolni Olga Sztyebenyeva irányításával. 1998-ban lett az orosz válogatott tagja. Edzője ekkor Tatyjana Vasziljeva volt. 1999-ben nyerte első világbajnoki címét, amit 2002-ben és 2003-ban megismételt. 2001-ben és 2003-ban az Európa-bajnokságon is aranyérmet szerzett. 2000-ben és 2004-ben olimpiai aranyérmes lett csapatban. A versenysporttól 2005-ben vonult vissza. Ezután Penzában és az orosz válogatottnál volt edző.
2010. április 23-án Penza közelében autóbalesetben életét vesztette.